# Quatuor Emerson
Le Quatuor Emerson est un quatuor à cordes américain fondé en 1976 à New York. Il tient son nom symboliquement du grand philosophe Ralph Waldo Emerson, père du transcendantalisme (1803-1882). Les deux violonistes alternent la place de premier et second violon. En 1985, il est nommé quatuor-résident au Lincoln Center. Eugene Drucker joue sur un violon de Stradivarius de 1686.
Ils mettent fin à leur longue carrière en 2023.

## Membres
- Eugene Drucker, 1er ou 2e violon
- Philippe Setzer, 1er ou 2e violon (depuis 1977)
- Lawrence Dutton, alto
- Paul Watkins, violoncelle (dès la saison 2013-2014)

## Anciens membres
- Guillermo Figueroa, violon (1976 et 1977)
- Eric Wilson, violoncelle (1976 à 1979)
  - David Finckel, violoncelle (1979 à 2013)

## Créations
- Quatuor nº 4 de Davidovsky 1980
- Quatuor nº 2 de John Harbison 1987
- Quatuor de George Tsoutakis
- Quatuor de Maurice Wright